# Julia Bondesson
Julia Bondesson, född 1983 i Kinnared, är en svensk konstnär som arbetar med skulptur, måleri, performance och video. Bondesson är utbildad vid Kungliga Konsthögskolan; University of Tsukuba, Japan; Chiang Mai University Faculty of Fine Arts, Thailand och Hsiao Hsi Yuan Puppet Theatre, Taiwan. 
År 2015 mottog hon Beckers konstnärsstipendium. Bondesson har haft soloutställningar på exempelvis Eskilstuna konstmuseum, Färgfabriken och Moderna museet Malmö.
Ett offentligt verk av Bondesson i form av en grupp träskulpturer och neon med titeln Fysiska tillstånd av lärande finns i Linnéunivetsitetets bibliotek i Kalmar. 